# Патоличев, Семён Михайлович
Семён Миха́йлович Пато́личев (1 августа 1879, с. Золино ныне Володарского района Нижегородской области — 19 июля 1920, с. Мирогоща ныне Дубенского района Ровненской области Украины) — участник Первой мировой и Гражданской войн.

## Биография
Родился в селе Золино Гороховецкого уезда Владимирской губернии (сейчас Володарский район Нижегородской области), в семье кузнеца. С раннего детства приобщился к крестьянскому труду.
В 1900 году призван на действительную военную службу, в 5-й эскадрон 2-го лейб-гусарского (кавалерийского) Павлоградского полка. Отбыв её, он не захотел возвращаться к крестьянству и остался на сверхсрочную службу. C 1906 года подпрапорщик, помощник командира эскадрона.
Первую мировую войну прошел от первого до последнего дня, воевал в составе 2-го лейб-гусарского Павлоградского полка. В 1916 году получил чин прапорщика, стал полным кавалером Гергиевского креста.
В июле 1918 года Патоличев — командир роты, участвовавшей в подавлении левоэсеровского мятежа в Ярославле. По рекомендации М. В. Фрунзе был направлен командиром эскадрона на Восточный фронт, куда уехал с 13-летним сыном Михаилом. В Красной Армии первоначально занимался формированием и обучением конных частей. В качестве инструктора полка в составе Особой ударной группы В. И. Чапаева участвовал в освобождении Казани, Симбирска, Самары и Уфы. В августе 1919 года командовал 13-м полком 3-й Туркестанской кавалерийской бригады. Полк отличился при взятии Актюбинска затем вошел в состав 1-й Конной армии.
С осени 1919 года командир 2-й кавалерийской бригады 11-й кавалерийской дивизии 1-й Конной Армии. Сражался против А. В. Колчака, А. Г. Шкуро, К. К. Мамонтова.
В начале 1920 года, совершив 1200-километровый марш, 1-я Конная армия вступает в боевые действия по освобождению Киева и правобережной Украины от польских интервентов.
Семён Патоличев погиб 19 июля 1920 года в бою под Дубно Волынской губернии, в боях у переправы через р. Иква. Похоронен недалеко от Дубно, в селе Мирогоща Вторая.
Осталось семеро сыновей: старший Михаил (род. 1905) воевал вместе с отцом, был награждён орденом Красного Знамени (1925), впоследствии служил в погранвойсках ГПУ Украины, Николай стал впоследствии министром внешней торговли СССР, дважды Героем Социалистического Труда.

## Память
- В селе Мирогоща Вторая в июле 1968 г. установлен памятник.
- В г. Гороховец площадь им. Патоличева и памятник комбригу Патоличеву (1979 г.).
- В г. Дзержинск одна из улиц города названа именем «Комбрига Патоличева».
- В 2019 году в селе Золино открыта мемориальная доска С. М. Патоличеву[5]

## Награды
- Георгиевский крест четырёх степеней за боевые действия на фронтах I Мировой войны.
- 27 мая 1920 года, по представлению С. М. Буденного и К. Е. Ворошилова, Семен Михайлович награждается орденом Красного Знамени, который прямо на фронте вручает ему сам М. И. Калинин.

## Галерея

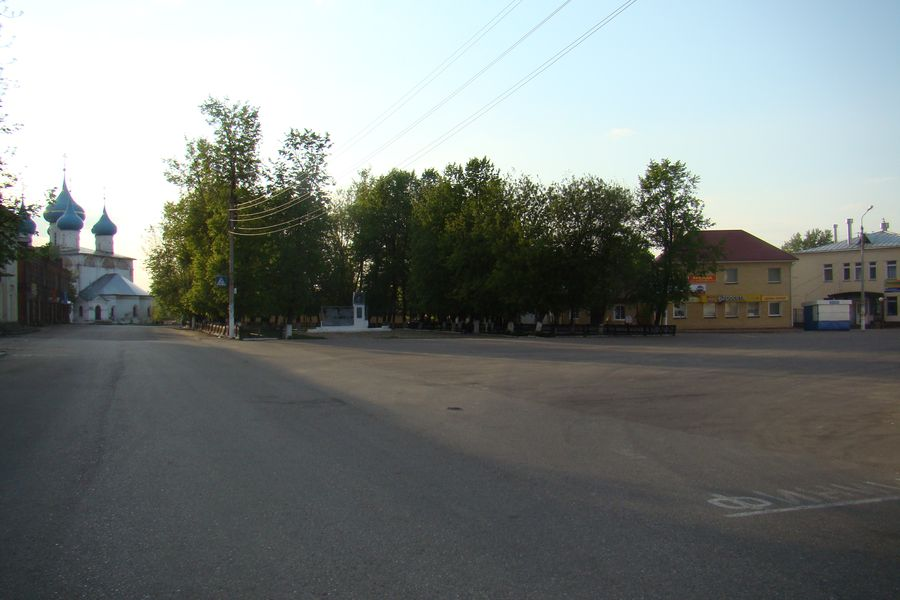
Площадь Патоличева в Гороховце
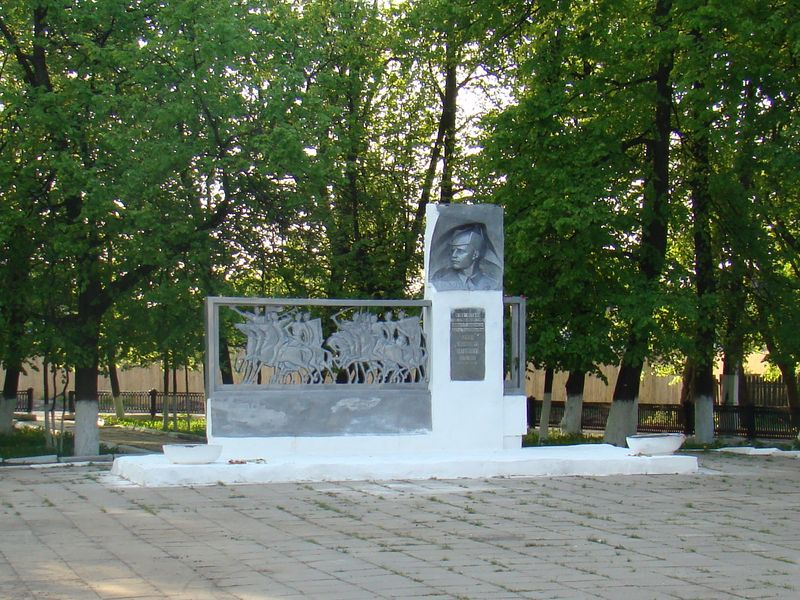
Сквер на площади Патоличева и памятник комбригу
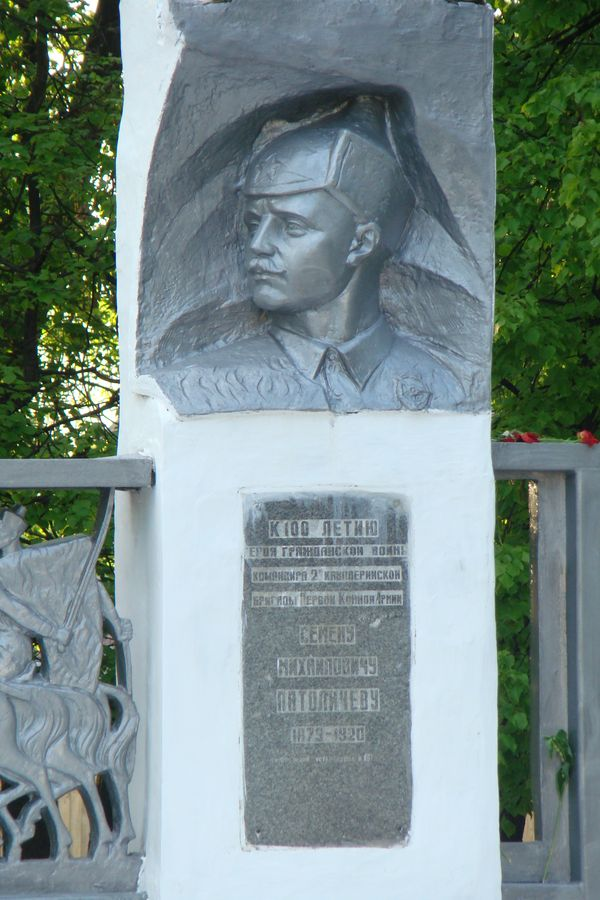
Фрагмент памятника С. М. Патоличеву
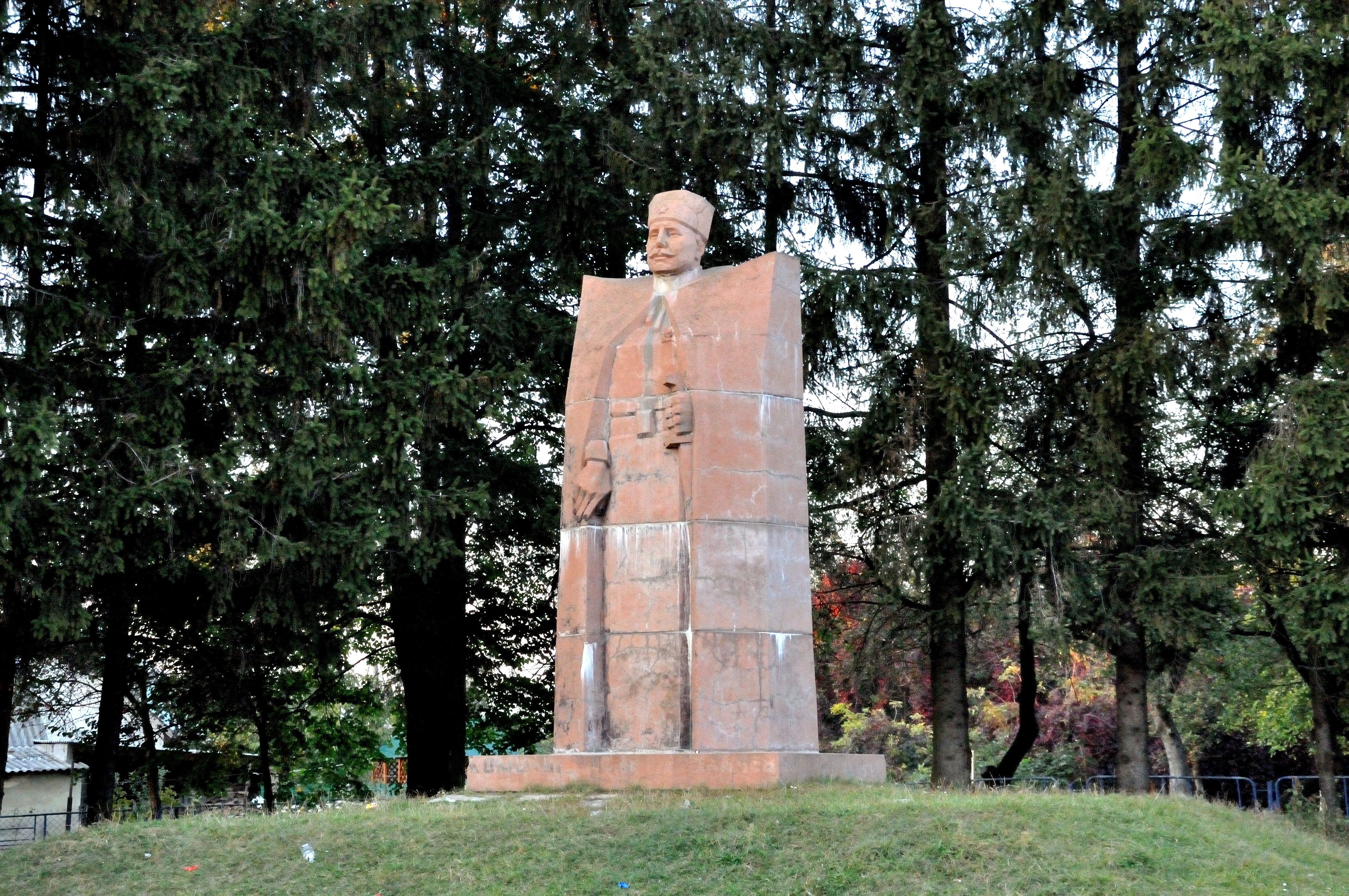
Памятник в с. Мирогоща
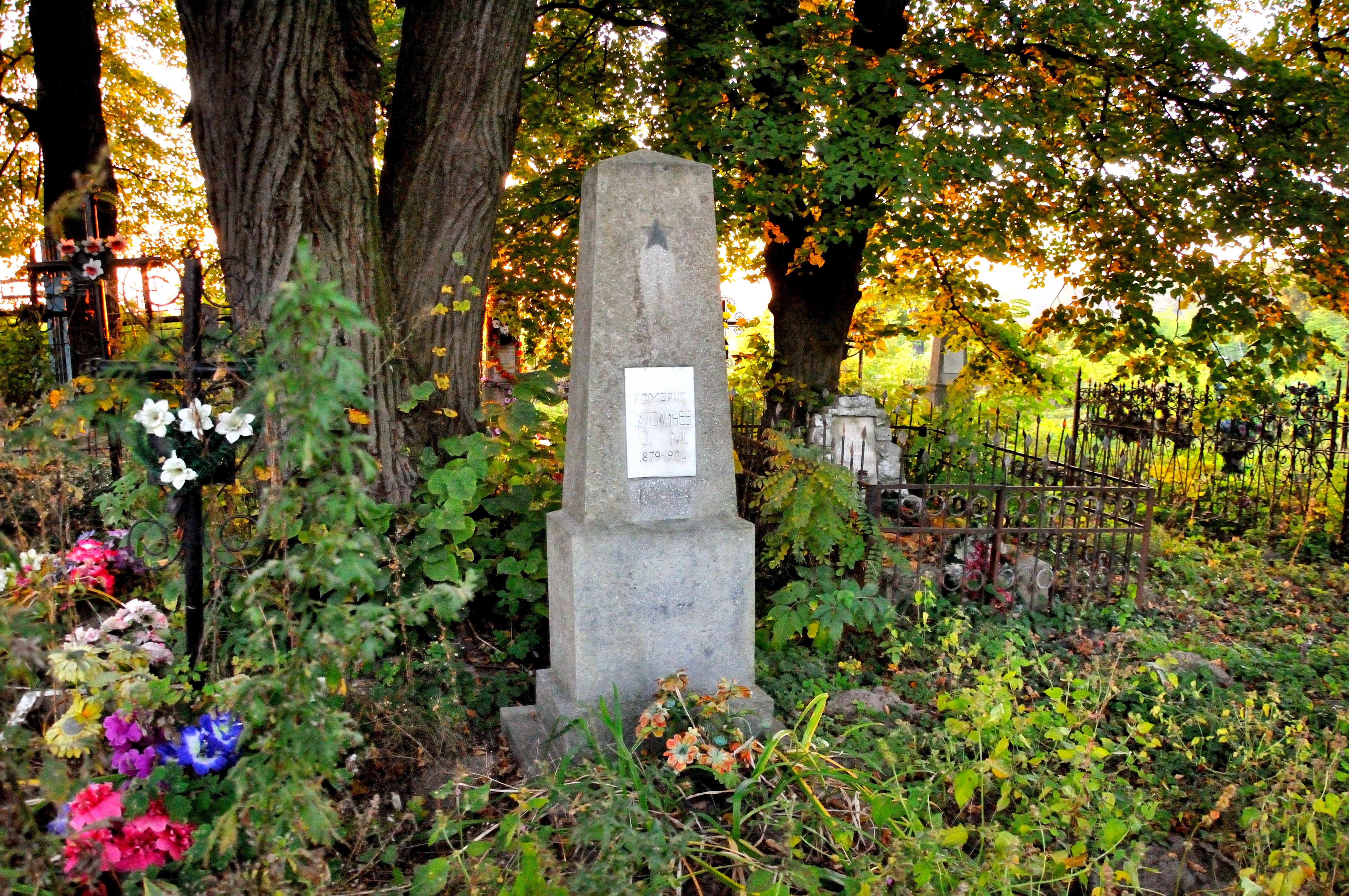
Могила Патоличева